# NPD Group
NPD Group, Inc. (колись «National Purchase Diary» — «Національний Щоденник Купівлі») — компанія що вивчає ринкову кон'юнктуру. Надає інформацію про споживачів і роздрібні продажахі виробникам і роздрібним продавцям. Використовуючи фактичні комерційні дані від роздрібних продавців і дистриб'юторів, а також повідомлювану споживачами купівельну поведінку, NPD пропонує споживчу панель і послуги простежування роздрібного продажу, спеціальні повідомлення, моделювання, аналітику і вибіркове дослідження. Охоплені галузі промисловості включають: одяг, прилади, автомобілі, косметика, побутова техніка, їжа й напої, заклади громадського харчування, взуття, домашні речі, побутове начиння, мистецтво, інформаційні технології, фільми, музика, іграшки, радіо, комп'ютерні ігри.
NPD Group засновано в 1967 році. Головний офіс розташовується в Порт-Вашингтон (англ. Port Washington), Нью-Йорк. Офіси й представництва є у Сполучених Штатах, Японії, Великій Британії, Європейському союзі. Генеральний директор компанії — Тод Джонсон (англ. Tod Johnson).
NPD Group послідовно займає місце серед найкращих 25 компаній вивчення ринкової кон'юнктури в незалежних звітах Honomichl Top 50 report, які ЗМІ й дослідницька індустрія визнають як імовірне джерело інформації про ринкову кон'юнктуру. У 2006 році NPD займала 14-е місце в цьому списку.